# Rheinbach (Wuppertal)
Rheinbach ist eine Ortschaft in der bergischen Großstadt Wuppertal.

## Lage und Beschreibung
Rheinbach liegt im Süden des Wohnquartiers Cronenberg-Mitte im Stadtbezirk Cronenberg auf einer Höhe von 142 m ü. NHN im Morsbachtal an der durch den Fluss gebildeten Stadtgrenze zu Remscheid. Nachbarorte sind Bruscheid, Breitenbruch und Aue (zu Remscheid). Der Ort besteht aus mehreren Fachwerkhäusern.
Der namensgebende Rheinbach mündet bei dem Ort in den Morsbach. Im Tal verläuft die Landesstraße 216, die hier den Namen Morsbachtalstraße trägt.

## Geschichte
Der Ort entstand erst im 19. Jahrhundert. In einem der Häuser war eine Sonntagsschule untergebracht.
Durch das Morsbachtal verlief parallel zu der Morsbachtalstraße die Ronsdorf-Müngstener Eisenbahn, die in erster Linie dem Transport der Rohstoffe bzw. Fertigwaren der Betriebe diente. Der Abschnitt von Clarenbach über Aue bis Müngsten wurde am 16. November 1891 eröffnet. Am 26. November 1954 erfolgte die Stilllegung des Streckenteils von Morsbach bis Gründerhammer. In Rheinbach befand sich auf Wuppertaler Stadtgebiet eine Bahnstation, deren Gütergebäude noch heute erhalten ist. Diese Station wurde nach dem benachbarten und größeren Remscheider Aue benannt. Heute verkehrt im ÖPNV lediglich ein Anrufsammeltaxi.

## Naturschutz
Das Rheinbachtal mit seinen Nebengewässern steht seit 2005 als größte Teilfläche im Naturschutzgebiet Morsbach und Rheinbach unter gesetzlichem Schutz. Zu dem ca. 50 ha großen Gebiet gehören noch fünf weitere benachbarte Teilflächen entlang des Morsbaches auf seiner rechten (Wuppertaler) Seite.

## Wanderwege
Neben anderen Wanderwegen führen der Bergische Weg (SGV-Hauptwanderstrecke X29), ein Verbindungsweg der Wuppertaler Naturfreundehäuser, der im Rahmen der Regionale 2006 eingerichtete Erlebnisweg Morsbach und der Wuppertaler Rundweg durch die Ortschaft.

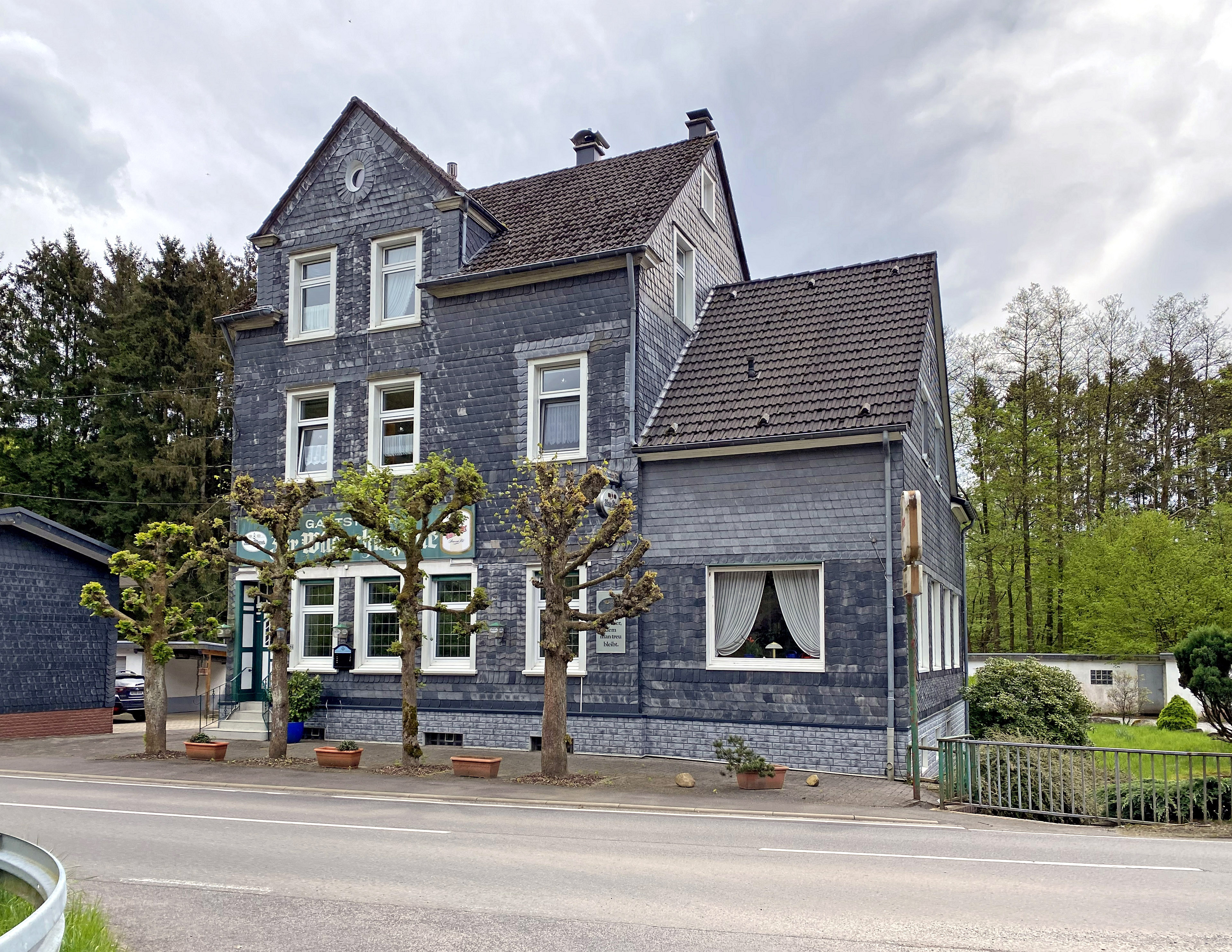
Gaststätte „Zur Wildschütz Aue“ – Rheinbach 6
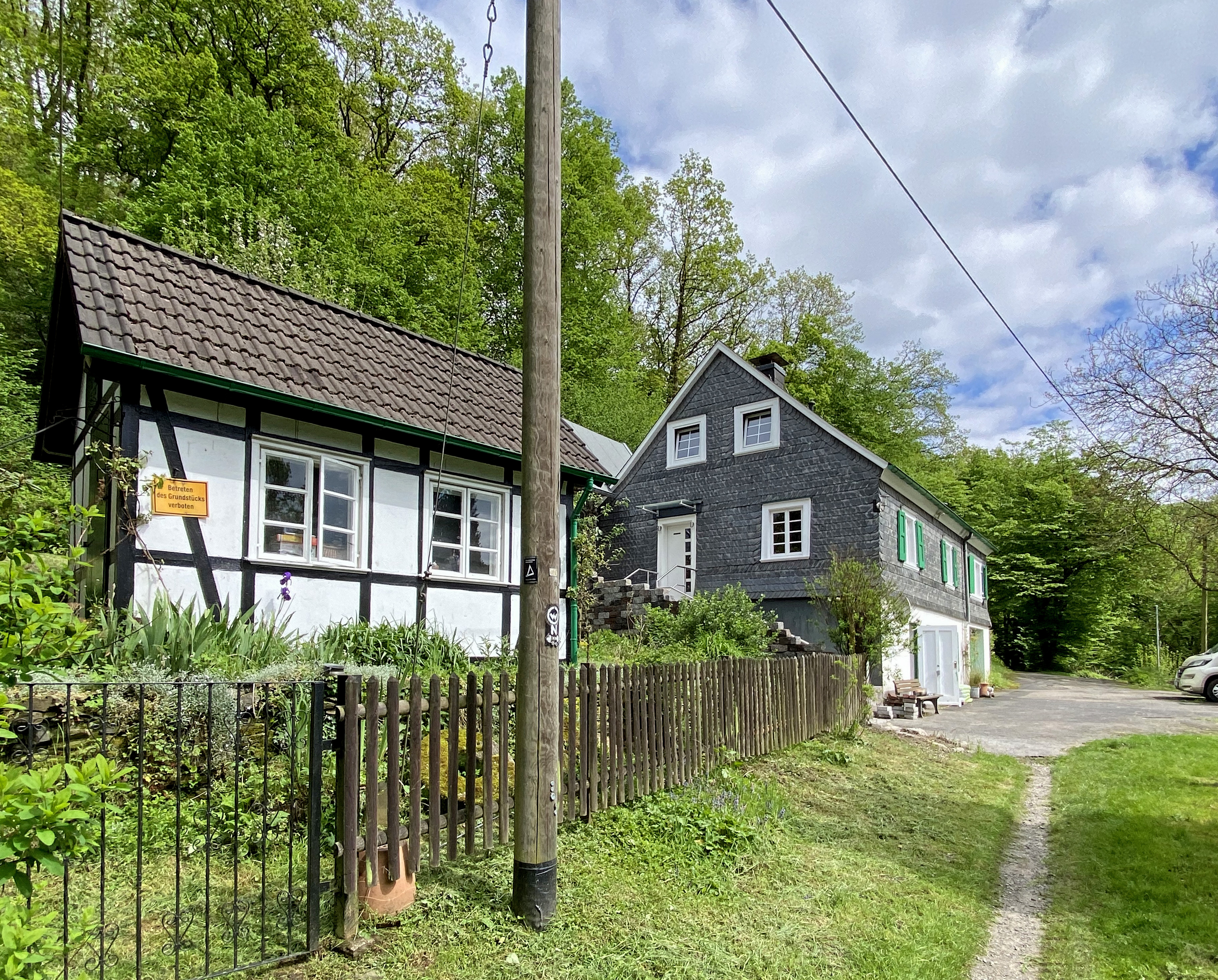
Rheinbach 3
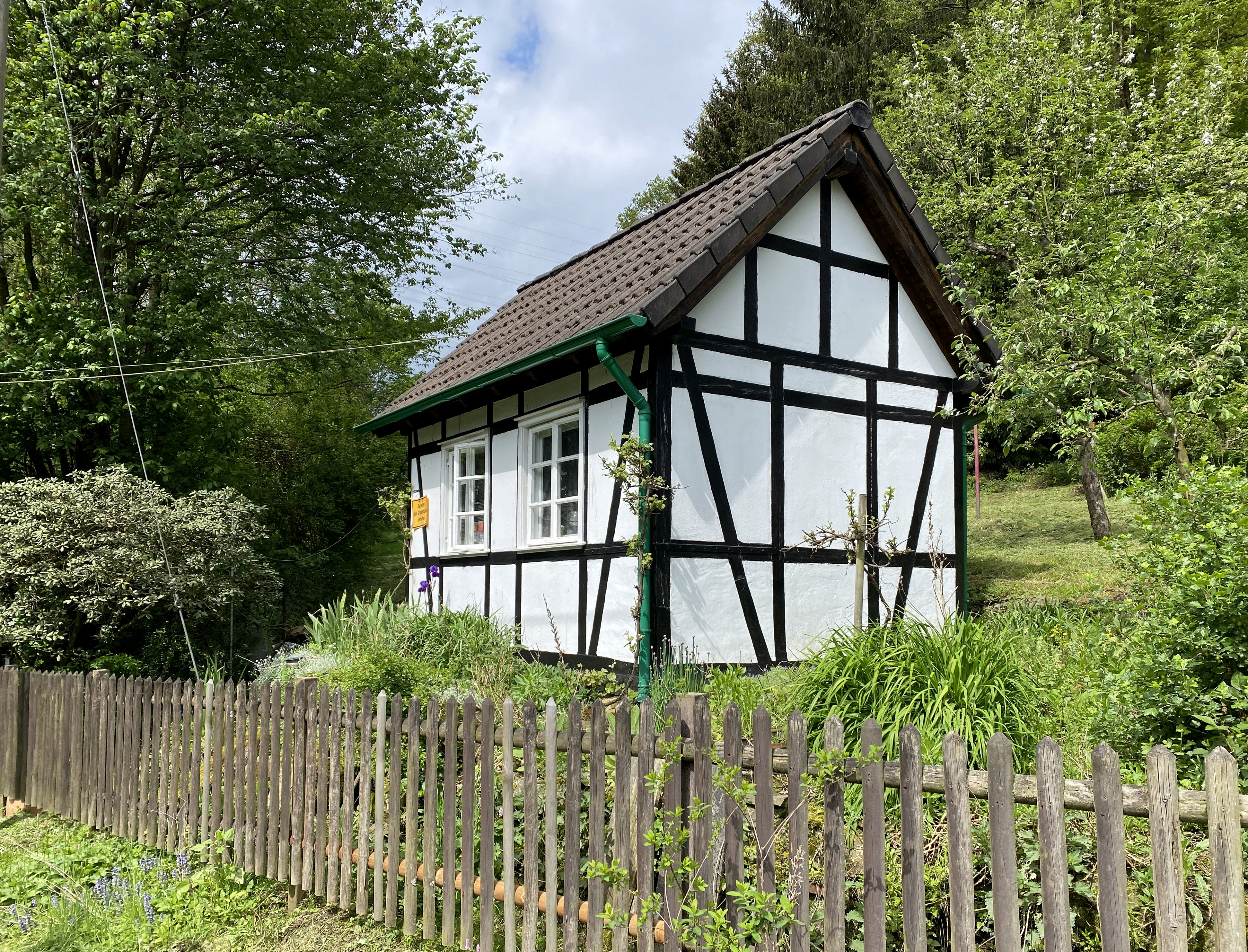
Nebengebäude Rheinbach 3
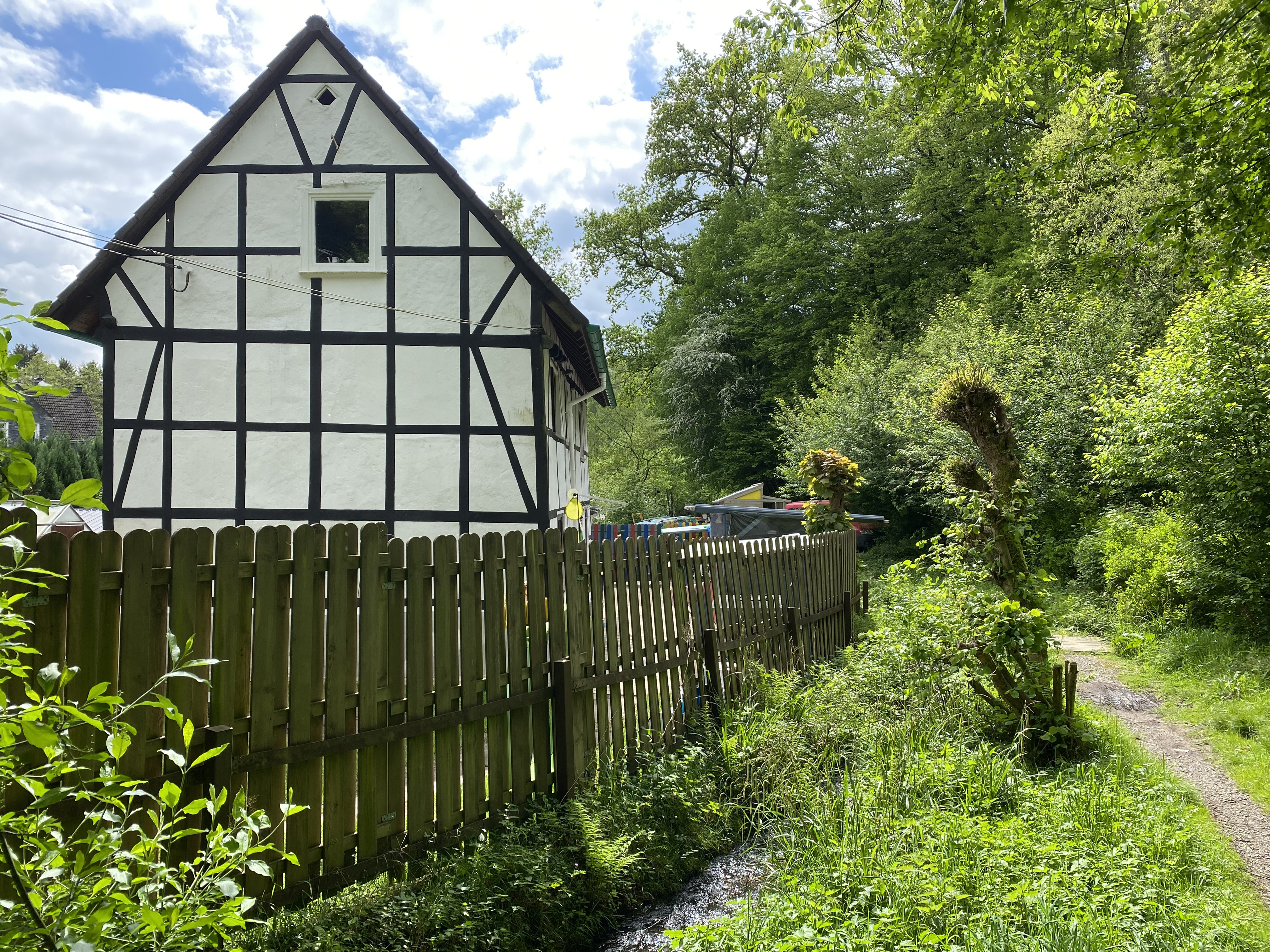
Der Rheinbach fließt nahe am Haus Rheinbach 2
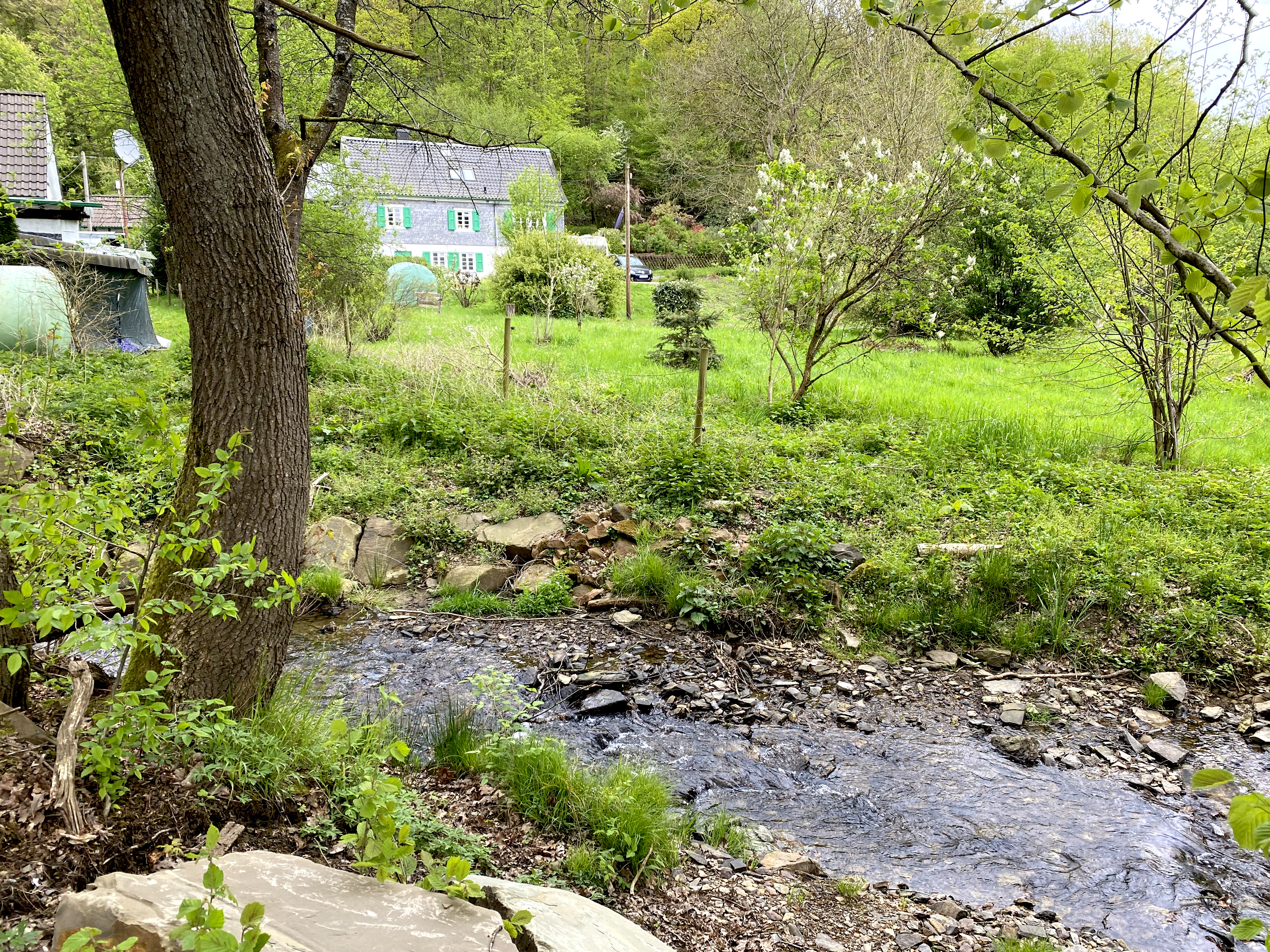
Der Rheinbach (vorne) durchfließt die gleichnamige Hofschaft
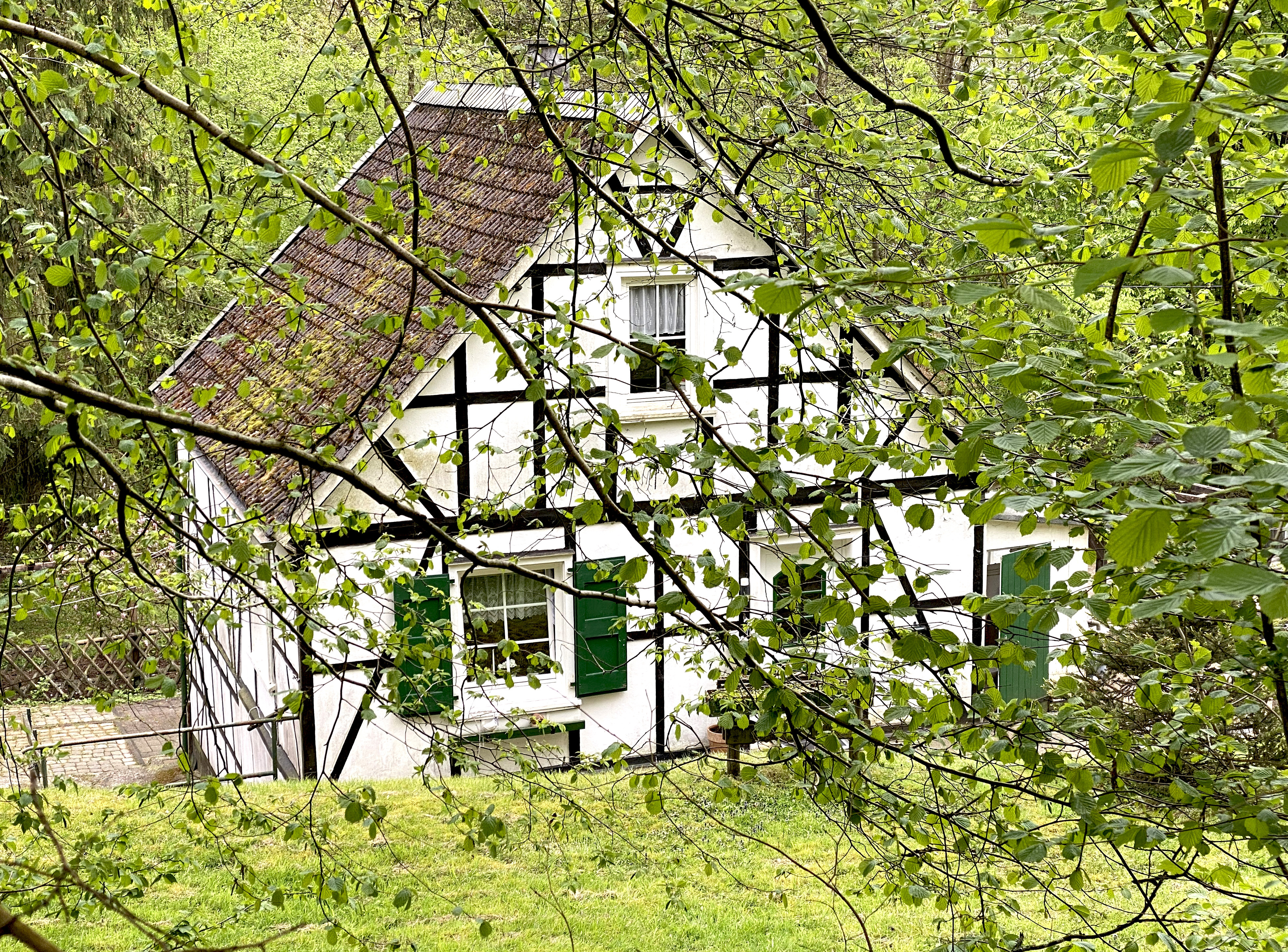
Fachwerkhaus Rheinbach 1
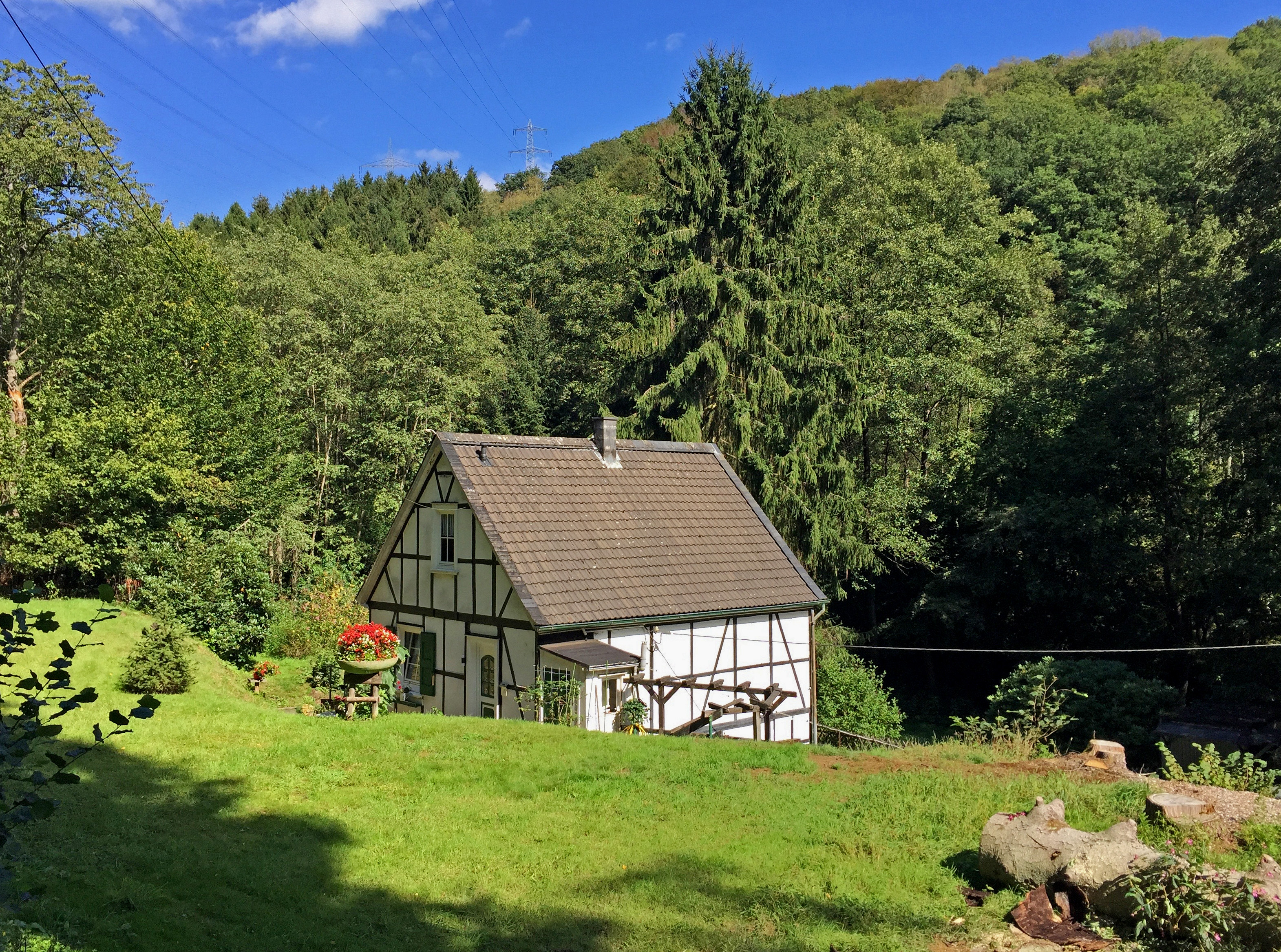
Rheinbach 1 am Ausgang des Rheinbachtales – dahinter beginnt das NSG
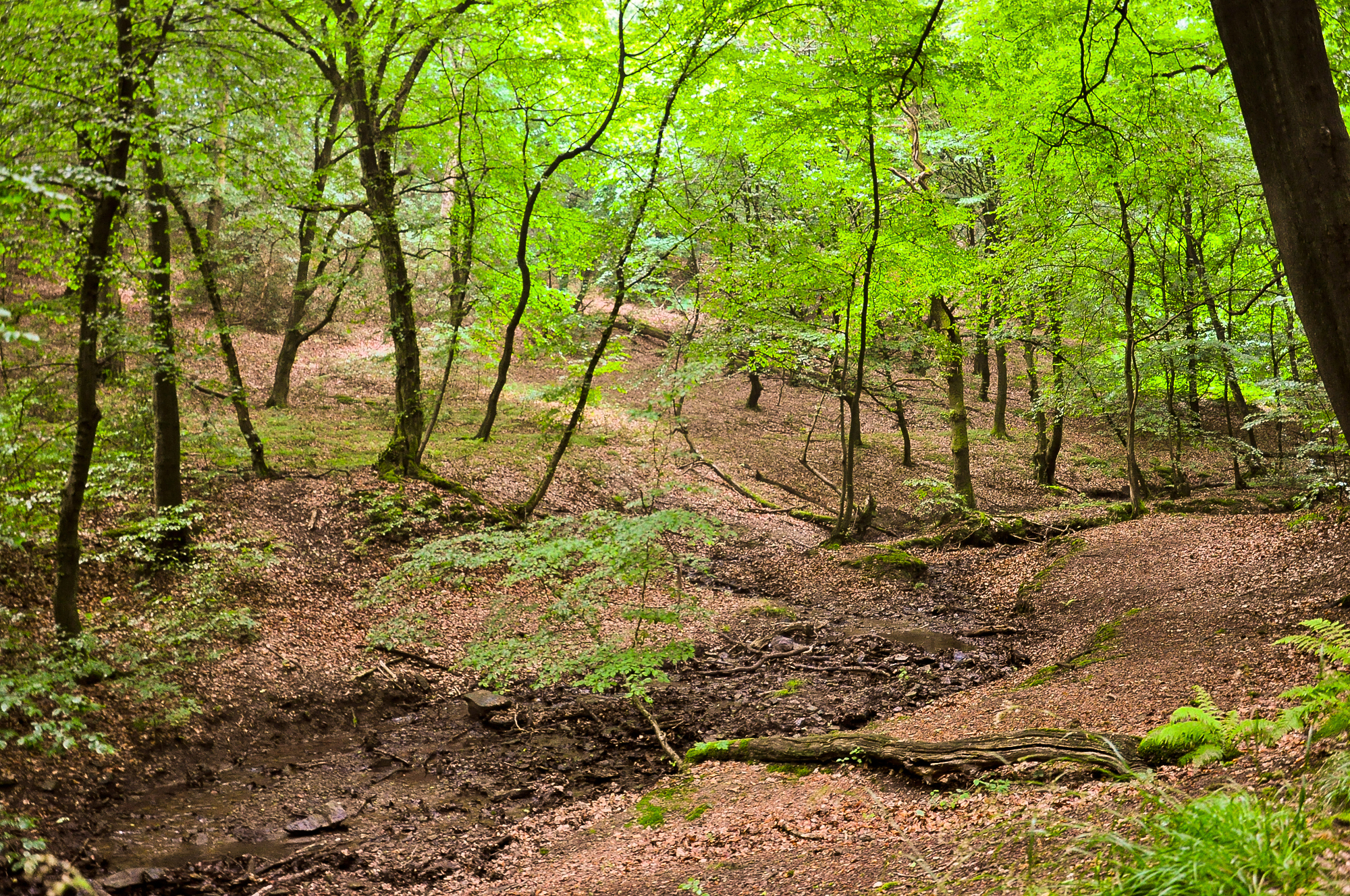
Naturschutzgebiet Rheinbachtal